# Evasi de Còria
Evasi de Còria o de Tui és un sant llegendari, que hom diu que va ser bisbe de Còria i de Tui, i martiritzat a la població de Casar de Cáceres. La seva figura s'origina pel desdoblament del personatge real Evasi d'Asti, bisbe d'aquesta ciutat italiana.
El seu relat hagiogràfic diu que era deixeble de Pere de Rates, també llegendari primer bisbe de Braga, i com fer el seu predecessor, Epitaci, va ocupar també la diòcesi de Tui, on va predicar el cristianisme.
Va voler estendre l'evangelització cap al sud i va anar a predicar a Ciudad Rodrigo i Còria, ciutat de la qual seria el primer bisbe. Mentre era al poble de Casar de Cáceres, proper a Càceres, fou capturat i, en no voler abjurar del cristianisme, fou executat el dia 1 de desembre, en temps de Domicià.
El relat és una invenció de Jerónimo Román de la Higuera, autor de diverses falsificacions històriques (en la línia dels falsos cronicons) on crea una gran quantitat de sants falsos. Com era habitual, partia d'un personatge real, en aquest cas el bisbe Evasi, martiritzat a una localitat anomenada Casal di San Vaso, situada entre Pavia i Torí, i que com diu Ferdinando Ughelli, fou el primer bisbe d'Asti, que està commemorat en el mateix dia, l'1 de desembre. La història fou transmesa per altres autors com Prudencio de Sandoval; de fet, molts autors castellans de l'època, als segles xvi i xvii, afirmaven que el sant hispà era el veritable i no pas l'italià. Per aquesta raó, Enrique Flórez, que va demostrar la falsedat de les obres de Higuera, creu que no és necessari opinar sobre la possibilitat de l'existència de dos personatges anomenats Evasi.